# 2875 Lagerkvist
2875 Lagerkvist este un asteroid din centura principală, descoperit pe 11 februarie 1983 de Edward Bowell.